# Alva Myrdal
Alva Reimer Myrdal (Upsala, 31 de enero de 1902-Estocolmo, 1 de febrero de 1986) fue científica social, diplomática y feminista sueca galardonada con el Premio Nobel de la Paz en 1982 junto con el mexicano Alfonso García Robles.

## Biografía
Nacida en Upsala, se casó en 1924 con Gunnar Myrdal, alcanzó notoriedad pública por primera vez en la década de 1930 como coautora -junto con Gunnar Myrdal-, de un libro titulado Crisis in the Population Question y fue una de las principales fuerzas dirigentes en la creación del estado del bienestar sueco. La premisa básica del libro es entender que las reformas sociales son necesarias para permitir la libertad individual (sobre todo de las mujeres) al tiempo que se promueve la natalidad. Simultáneamente al anuncio de muchas reformas sociales novedosas que se vieron como positivas, el libro también incorpora algo del zeitgeist de los años treinta, en su promoción de la idea de la eugenesia positiva.[cita requerida]
Estudió sociología de la familia, política sexual, educación y cuidado de los niños. Investigó sobre la paz y los conflictos.
Fue durante mucho tiempo un importante miembro del Partido Socialdemócrata Sueco, y a finales de los años cuarenta se involucró en temas internacionales en Organización de las Naciones Unidas, llevando a su cargo su sección sobre políticas de bienestar en 1949, siendo entre 1950 y 1955 jefa de la sección de ciencia social de la Unesco - la primera mujer en alcanzar tan importantes cargos en la ONU.
En 1962 entró en el parlamento sueco y en 1962 fue enviada como delegada sueca a la conferencia sobre desarme en Ginebra, función que desempeñó hasta 1973. En 1966 fue nombrada también ministra del gabinete consultivo para el desarme, cargo que mantuvo hasta 1973. Por su apoyo a los procesos de desarme, fue galardonada en 1982 con el Premio Nobel de la Paz junto con Alfonso García Robles.
Es la madre de Jan Myrdal y Sissela Bok.

## Publicaciones
Sus principales libros son:
- 1934 - "La crisis en la cuestión de la población" (Crisis in the Population Question) (con Gunnar Myrdal).
- 1941 - "Nación y familia"
- 1956 -  "Los dos papeles de la mujer" (con V. Klein)
- 1976 -  "El juego del desarme"

## Premios
- Premio Albert Einstein de la Paz
- Premio de la Paz de la República Federal de Alemania
- 1982 - Premio Nobel de la Paz